# 액틴 핵형성 코어
액틴 핵형성 코어(영어: actin nucleation core)는 3개의 액틴 단량체를 가지고 있는 단백질 삼량체이다. 삼량체로부터 사량체가 형성되면 에너지적으로 유리한 신장 반응을 야기하기 때문에 핵형성 코어라고 불린다. 액틴 단백질 이량체 및 삼량체는 에너지적으로 불리하다.

## 같이 보기
- 액틴